# Here Comes the Groom
Here Comes the Groom es una película musical de 1951 producida y dirigida por Frank Capra, y protagonizada por Bing Crosby y Jane Wyman, quienes cantan la famosa canción In the Cool, Cool, Cool of the Evening que ganó el premio Óscar a la mejor canción original de dicho año.

## Argumento
Basada en una historia de Robert Riskin y Liam O'Brien, la película habla sobre un periodista estadounidense (Bing Crosby) que trabaja de corresponsal en París y quiere adoptar dos niños huérfanos; pero para que la adopción sea válida necesita casarse en un plazo de cinco días, por lo que intenta recuperar a su antigua prometida (Jane Wyman) que había dejado en América.

## Reparto
| Actor                    | Personaje         | Notas                                                              |
| ------------------------ | ----------------- | ------------------------------------------------------------------ |
| Bing Crosby              | Pete Garvey       | Un músico y corresponsal extranjero                                |
| Jane Wyman               | Emmadel Jones     | Ex-prometida de Pete, la cual esta comprometida con Wilbur Stanley |
| James Barton             | William Jones     | El padre alcohólico divertido de Emmadel                           |
| Connie Gilchrist         | Ma Jones          | La madre escandalosa de Emmadel                                    |
| Walter Catlett           | McGonigle         |                                                                    |
| Ellen Corby              | McGonigle         |                                                                    |
| Robert Keith             | George Degnan     | Un hombre de periódicos                                            |
| Alan Reed                | Walter Godfrey    |                                                                    |
| Minna Gombell            | Sra. Godfrey      |                                                                    |
| Franchot Tone            | Wilbur Stanley    |                                                                    |
| Alexis Smith             | Winifred Stanley  | Prima de Wilbur y dama de honor de Emmadel                         |
| H.B. Warner              | Tío Elihu         |                                                                    |
| Ian Wolfe                | Tío Adam          |                                                                    |
| Nicholas Joy             | Tío Prentiss      |                                                                    |
| Maidel Turner            | Tía Abby          |                                                                    |
| Adeline De Walt Reynolds | Tía Amy           |                                                                    |
| Jacques Gencel           | Bobby             |                                                                    |
| Beverly Washburn         | Suzi              |                                                                    |
| Anna Maria Alberghetti   | Theresa           |                                                                    |
| Louis Armstrong          | Él mismo          |                                                                    |
| Cass Daley               | Ella misma        |                                                                    |
| Phil Harris              | Él mismo          |                                                                    |
| Dorothy Lamour           | Ella misma        |                                                                    |
| Frank Hagney             | Pasajero en avión | No acreditado                                                      |
| J. Farrell MacDonald     | Esposo en avión   | No acreditado                                                      |